# Фантасаунд
Фантаса́унд (англ. Fantasound) — первая в мире система звукового кино с многоканальным звуковым сопровождением. Разработана инженерами киностудии Уолта Диснея и использована для создания объёмного звука мультфильма «Фантазия», вышедшего на экраны 13 ноября 1940 года.

## История создания
Первые системы звукового кино с оптической совмещённой фонограммой, ставшие привычными к середине 1930-х годов, давали возможность воспроизводить единственный канал звука при помощи одного или нескольких громкоговорителей, расположенных за экраном или вблизи от него. Частотный и динамический диапазоны оптической звуковой дорожки тех лет были достаточны для воспроизведения речи, но ограничивали возможности музыкального сопровождения. Звуковая картина с единственным источником звука была слишком «плоской» и на студии Диснея под руководством главного инженера Вильяма Гэрити (англ. William E. Garity) начались разработки принципиально новой технологии, сразу получившей рабочее название «Фантасаунд».
Главная задача, поставленная перед конструкторами, предусматривала создание иллюзии перемещения источника звука вслед за его изображением на экране. Было обнаружено, что при установке двух громкоговорителей на расстоянии 5—6 метров друг от друга возможно получение такого эффекта, но для этого недостаточно простой регулировки баланса громкости. Проблема была решена после изобретения трёхканальной системы с плавным переходом звука между левым, центральным и правым динамиками с помощью панорамного реостата «Пэн-пот» (англ. Panoramic Potentiometer, Pan-Pot). Вторая задача, которая решалась разработчиками системы, заключалась в расширении динамического диапазона, недостаточного для качественного воспроизведения музыки. Из-за технических особенностей оптической звукозаписи соотношение сигнал/шум не превышало для большинства фонограмм тех лет 40 децибел. Устранить проблему удалось при помощи переменного усиления при записи и воспроизведении звуковых сигналов. В тихих местах запись проходила с максимальным усилением, которое снижалось одновременно с увеличением громкости. При воспроизведении происходил обратный процесс, когда в тихих местах усиление понижалось и повышалось для громких звуков. Устройство получило название «Togad» (англ. Tone-operated Gain Adjustment).
Созданием принципиально нового звучания Уолт Дисней рассчитывал возродить коммерческий успех фильмов про Микки Мауса, быстро терявшего популярность в середине 1930-х годов. В январе 1938 года была предпринята первая попытка раздельной записи инструментов симфонического оркестра с помощью нескольких микрофонов. Таким образом создавалась девятиминутная фонограмма мультфильма «Ученик Чародея» серии Silly Symphonies, состоящая из одноимённого симфонического скерцо Поля Дюка (фр. Paul Abraham Dukas). В процессе производства был получен ценный опыт сведе́ния раздельных записей музыкальных инструментов в единую псевдостереофоническую дорожку, но коммерческий успех фильма оказался под вопросом из-за расходов, достигших 125 тысяч долларов. Было решено переформатировать короткий ролик в полнометражную музыкальную ленту, получившую рабочее название «Фильм-концерт».
Сеансы записи с участием Филадельфийского оркестра начались в апреле 1939 года и продолжались 7 недель в здании Музыкальной Академии в Филадельфии. 33 микрофона, расставленные в разных местах оркестра, передавали сигнал на 8 звукозаписывающих аппаратов, установленных в подвале здания. Движение киноплёнок во всех аппаратах синхронизировалось по технологии, общепринятой для синхронной киносъёмки: за счёт общего источника переменного тока для электродвигателей. Для снижения риска пожара из-за легковоспламеняющейся нитроцеллюлозной подложки киноплёнки были приняты специальные меры предосторожности. В здании одновременно могли находиться не более 18 её рулонов, а остальной запас хранился в автофургоне, припаркованном неподалёку. Шесть аппаратов записывали звуковые дорожки отдельных секций оркестра: виолончелей и басов, скрипок, альтов, духовых и перкуссионных. Седьмой аппарат фиксировал суммарный сигнал первых шести, а восьмой был подключён к удалённому микрофону, записывая общую звуковую картину. Седьмой канал впоследствии использовался без изменений для получения совмещённой фонограммы обычных фильмокопий, предназначенных для основной киносети США с монофоническим звуковоспроизведением. Восьмой пригодился при создании многоканальной фонограммы как первая попытка «звукового окружения».
В процессе записи был добавлен ещё один канал с опорным сигналом, предназначенным для тайминга и фазирования рисунков художников-мультипликаторов.
Каждый микрофон был подключён к центральному пульту, и в соответствии с партитурой в паузах отключался оператором для снижения количества шумов. Техники в подвале контролировали звук каждого канала в наушниках, регулируя его уровень по осциллографам. Студия стала одним из первых клиентов компании Hewlett-Packard, купив у неё 8 низкочастотных генераторов HP200A для настройки оборудования. За 42 дня было записано 483 тысячи футов (почти 150 километров) киноплёнки, которая после лабораторной обработки была отправлена в студии Диснея в Бёрбанке, где сводилась итоговая дорожка. Исходная девятиканальная фонограмма на отдельных киноплёнках трансформировалась в четырёхканальную, отпечатанную на одной общей. Речевая фонограмма, записанная в обычной тон-студии, была также распределена по трём каналам в соответствии с перемещением говорящих персонажей по экрану.

## Описание системы
Система «Фантасаунд» была основана на использовании для фонограммы отдельной киноплёнки, которая в кинотеатре воспроизводилась фильм-фонографом с лентопротяжным механизмом, синхронизированным с кинопроектором при помощи сельсина. Для непрерывной демонстрации полнометражных фильмов в аппаратной вместе с двумя постами кинопроекции устанавливались два фильм-фонографа. Киноплёнка, заряженная в каждый фильм-фонограф, содержала четырёхканальную оптическую фонограмму переменной ширины. Четыре дорожки по очереди печатались специальным кинокопировальным аппаратом с оптическим удвоением ширины каждого трека для дополнительного расширения динамического диапазона. Для сохранения мелких деталей фонограммы, содержащих высокие частоты, печать велась при помощи ультрафиолетового излучения. 
Готовая фонограмма на киноплёнке была псевдостереофонической, поскольку три её звуковых дорожки получались микшированием шести каналов исходной студийной записи. Четвёртая дорожка содержала управляющий сигнал, состоящий из записи трёх частот 250, 630 и 1600 Гц, наложенных друг на друга и промодулированных по амплитуде средним уровнем звуковых частот от трёх основных каналов. Четырёхдорожечная фонограмма занимала всю ширину между перфорациями и при воспроизведении считывалась световым штрихом шириной 1,25 мил (около 31 микрона). Кроме звукочитающей лампы накаливания, фильм-фонограф содержал оптическую систему, расщеплявшую изображение общего звукочитающего штриха на четыре частичных, соответствующих дорожкам на киноплёнке. Каждый из полученных световых пучков направлялся системой зеркал на один из четырёх отдельных фотоэлементов, преобразующих колебания освещённости в пульсирующий ток звуковой частоты.
Из полученных четырёх каналов три несли звуковую информацию, а четвёртый содержал служебный сигнал переменной частоты, который с помощью системы «Togad» управлял громкостью воспроизведения фронтальных каналов. Таким образом была получена возможность расширить динамический диапазон до 70 децибел по принципу, близкому к современным компандерным системам шумоподавления. Количество и размещение громкоговорителей, воспроизводивших такую фонограмму, менялись несколько раз в процессе разработки системы, продолжавшейся до конца её эксплуатации. Всего существовало 10 схем расположения динамиков. Первая из них, созданная ещё для экспериментального двухканального звука, состояла из одной заэкранной акустической системы и четырёх, расположенных по углам зала. Коммутация последних осуществлялась вручную, распределяя звучание второго «эффектного» канала. 
Система Mark II была рассчитана на трёхканальную фонограмму и содержала три дополнительных громкоговорителя: два на боковых стенах и один на потолке зала. Коммутация также осуществлялась реостатом вручную. Сложности ручного микширования устранены в следующей версии Mark III, где переключение совершалось автоматически, на основе сигналов четвёртого управляющего канала. Система Mark IV была аналогична Mark II, но отличалась от неё таким же автоматическим переключением каналов, как и Mark III. Она была установлена в просмотровом зале одной из студий Диснея, а её электронная часть содержала до 400 радиоламп. Версия Mark V проработала всего один день в новой студии в Бёрбанке из-за ошибки персонала, перепутавшего соединения. Следующая система Mark VI была проще: три фронтальных канала и три управляющих. Именно она использовалась при первых попытках создания итоговой фонограммы «Фантазии».
Первой серийно выпущенной компанией RCA версией оборудования «Фантасаунд» стал тип Mark VII, дополненный выпрямителем управляющего сигнала. Окончательное микширование фонограммы «Фантазии» произошло на системе Mark VIII, снабжённой двухтактным выпрямителем. Перед премьерным показом это же оборудование было установлено в нью-йоркских кинотеатрах. Демонстрация фильма «Фантазия» производилась с использованием трёх заэкранных каналов по 12 громкоговорителей в каждом. Из них четыре были высокочастотными, а восемь — низкочастотными, всего за экраном располагались 36 громкоговорителей. Помимо этого к двум крайним каналам мощностью по 50 Ватт подключались ещё 22 динамика, распределённых по всему периметру зала. 
После дебюта фильма были разработаны ещё два варианта оборудования «Фантасаунд». Новой звуковоспроизводящей аппаратурой было переоборудовано 14 кинотеатров сети Диснея. Остальные кинопрокатчики не спешили воспользоваться новинкой, установка которой стоила целое состояние. «Фантазия» осталась единственной картиной с многоканальным оптическим звуком, так и не ставшим кинематографическим стандартом из-за сложности и слабо выраженного стереоэффекта. Однако, работы по созданию «Фантасаунда» заложили технологическую и теоретическую основы для более успешных послевоенных разработок многоканального звукового сопровождения. Опробованный в системе принцип трёхканальной стереофонии с четвёртым управляющим каналом в 1953 году был использован при создании стандарта магнитной фонограммы формата CinemaScope.